# 日本の独立行政法人一覧
日本の独立行政法人一覧（にほんのどくりつぎょうせいほうじんいちらん）は、日本の独立行政法人を列挙した一覧である。
日本の独立行政法人には、中期目標管理法人、国立研究開発法人、行政執行法人の3種類がある。行政執行法人の役員・職員は国家公務員である。

## 一覧
以下は、2025年4月1日現在で存在する、86の独立行政法人の一覧である。このうち、53は中期目標管理法人、26は国立研究開発法人、7は行政執行法人である。
名称冒頭の「独立行政法人」、「国立研究開発法人」は省略している。なお、末尾に法人格のつく年金積立金管理運用独立行政法人は省略していない。
種別の欄は、記載なしが中期目標管理法人、「国」が国立研究開発法人、「行」が行政執行法人である。
国庫からの財政支出欄に金額が書かれていない法人は、国からの財政支出を受けず、各組織独自の収入源を元に資金運営がなされている（いわゆる独立採算制）。ただし、この場合でも、国が業務を発注することにより支出がされる場合がある。例えば造幣局に対する貨幣の製造依頼などである。
| 所管       | 名称                                                 | 種別 | 国庫からの財政支出 （2025年度当初予算） | 公式サイト                           |
| ---------- | ---------------------------------------------------- | ---- | --------------------------------------- | ------------------------------------ |
| 内閣府     | 国立公文書館                                         | 行   | 27億3200万円                            | https://www.archives.go.jp/          |
| 内閣府     | 北方領土問題対策協会                                 | -    | 14億6800万円                            | https://www.hoppou.go.jp/            |
| 内閣府     | 日本医療研究開発機構(AMED)                           | 国   | 1230億5700万円                          | https://www.amed.go.jp/              |
| 消費者庁   | 国民生活センター                                     | -    | 31億2800万円                            | https://www.kokusen.go.jp/           |
| 総務省     | 情報通信研究機構                                     | 国   | 568億9800万円                           | https://www.nict.go.jp/              |
| 総務省     | 統計センター                                         | 行   | 93億7600万円                            | https://www.nstac.go.jp/             |
| 総務省     | 郵便貯金簡易生命保険管理・郵便局ネットワーク支援機構 | -    | -                                       | https://www.yuchokampo.go.jp/        |
| 外務省     | 国際協力機構                                         | -    | 1988億6000万円                          | https://www.jica.go.jp/              |
| 外務省     | 国際交流基金                                         | -    | 117億3800万円                           | https://www.jpf.go.jp/               |
| 財務省     | 酒類総合研究所                                       | -    | 9億6300万円                             | https://www.nrib.go.jp/              |
| 財務省     | 造幣局                                               | 行   | -                                       | https://www.mint.go.jp/              |
| 財務省     | 国立印刷局                                           | 行   | -                                       | http://www.npb.go.jp/                |
| 文部科学省 | 国立特別支援教育総合研究所                           | -    | 10億7500万円                            | https://www.nise.go.jp/              |
| 文部科学省 | 大学入試センター                                     | -    | -                                       | https://www.dnc.ac.jp/               |
| 文部科学省 | 国立青少年教育振興機構                               | -    | 77億300万円                             | https://www.niye.go.jp/              |
| 文部科学省 | 国立女性教育会館                                     | -    | 5億3200万円                             | https://www.nwec.jp/                 |
| 文部科学省 | 国立科学博物館                                       | -    | 28億6000万円                            | https://www.kahaku.go.jp/            |
| 文部科学省 | 物質・材料研究機構(NIMS)                             | 国   | 144億5800万円                           | https://www.nims.go.jp/              |
| 文部科学省 | 防災科学技術研究所(NIED)                             | 国   | 98億1500万円                            | https://www.bosai.go.jp/             |
| 文部科学省 | 量子科学技術研究開発機構(QST)                        | 国   | 373億3300万円                           | http://www.qst.go.jp/                |
| 文部科学省 | 国立美術館                                           | -    | 82億4300万円                            | https://www.artmuseums.go.jp/        |
| 文部科学省 | 国立文化財機構                                       | -    | 95億8000万円                            | https://www.nich.go.jp/              |
| 文部科学省 | 教職員支援機構                                       | -    | 11億7100万円                            | http://www.nits.go.jp/               |
| 文部科学省 | 科学技術振興機構(JST)                                | 国   | 1331億5600万円                          | https://www.jst.go.jp/               |
| 文部科学省 | 日本学術振興会(JSPS)                                 | -    | 2664億9600万円                          | http://www.jsps.go.jp/               |
| 文部科学省 | 理化学研究所(RIKEN)                                  | 国   | 869億5600万円                           | https://www.riken.go.jp/             |
| 文部科学省 | 宇宙航空研究開発機構(JAXA)                           | 国   | 1740億3100万円                          | https://www.jaxa.jp/                 |
| 文部科学省 | 日本スポーツ振興センター                             | -    | 210億6500万円                           | https://www.jpnsport.go.jp/          |
| 文部科学省 | 日本芸術文化振興会                                   | -    | 231億6500万円                           | http://www.ntj.jac.go.jp/            |
| 文部科学省 | 日本学生支援機構                                     | -    | 3216億8500万円                          | https://www.jasso.go.jp/             |
| 文部科学省 | 海洋研究開発機構(JAMSTEC)                            | 国   | 331億7500万円                           | https://www.jamstec.go.jp/           |
| 文部科学省 | 国立高等専門学校機構                                 | -    | 668億7300万円                           | http://www.kosen-k.go.jp/            |
| 文部科学省 | 大学改革支援・学位授与機構                           | -    | 18億1000万円                            | http://www.niad.ac.jp/               |
| 文部科学省 | 日本原子力研究開発機構                               | 国   | 1460億3000万円                          | https://www.jaea.go.jp/              |
| 厚生労働省 | 勤労者退職金共済機構                                 | -    | 76億3000万円                            | https://www.taisyokukin.go.jp/       |
| 厚生労働省 | 高齢・障害・求職者雇用支援機構                       | -    | 834億4700万円                           | https://www.jeed.go.jp/              |
| 厚生労働省 | 福祉医療機構                                         | -    | 363億3400万円                           | http://www.wam.go.jp/hp/             |
| 厚生労働省 | 国立重度知的障害者総合施設のぞみの園                 | -    | 11億5600万円                            | https://www.nozomi.go.jp/            |
| 厚生労働省 | 労働政策研究・研修機構                               | -    | 24億5100万円                            | http://www.jil.go.jp/                |
| 厚生労働省 | 労働者健康安全機構                                   | -    | 366億9600万円                           | http://www.johas.go.jp/              |
| 厚生労働省 | 国立病院機構                                         | -    | 17億2800万円                            | https://www.hosp.go.jp/              |
| 厚生労働省 | 医薬品医療機器総合機構                               | -    | 39億5800万円                            | https://www.pmda.go.jp/              |
| 厚生労働省 | 医薬基盤・健康・栄養研究所(NIBN)                     | 国   | 42億3900万円                            | https://www.nibiohn.go.jp/           |
| 厚生労働省 | 地域医療機能推進機構                                 | -    | 1000万円                                | https://www.jcho.go.jp/              |
| 厚生労働省 | 年金積立金管理運用独立行政法人                       | -    | -                                       | http://www.gpif.go.jp/               |
| 厚生労働省 | 国立がん研究センター                                 | 国   | 84億5600万円                            | https://www.ncc.go.jp/jp/            |
| 厚生労働省 | 国立循環器病研究センター                             | 国   | 45億6300万円                            | https://www.ncvc.go.jp/              |
| 厚生労働省 | 国立精神・神経医療研究センター                       | 国   | 41億8600万円                            | http://www.ncnp.go.jp/               |
| 厚生労働省 | 国立成育医療研究センター                             | 国   | 59億7300万円                            | http://www.ncchd.go.jp/              |
| 厚生労働省 | 国立長寿医療研究センター                             | 国   | 31億1600万円                            | https://www.ncgg.go.jp/              |
| 農林水産省 | 農林水産消費安全技術センター                         | 行   | 68億2700万円                            | https://www.famic.go.jp/             |
| 農林水産省 | 家畜改良センター                                     | -    | 71億3100万円                            | https://www.nlbc.go.jp/              |
| 農林水産省 | 農業・食品産業技術総合研究機構(NARO)                 | 国   | 551億300万円                            | http://www.naro.affrc.go.jp/         |
| 農林水産省 | 国際農林水産業研究センター                           | 国   | 35億9200万円                            | https://www.jircas.affrc.go.jp/      |
| 農林水産省 | 森林研究・整備機構                                   | 国   | 362億9700万円                           | http://www.ffpri.affrc.go.jp/        |
| 農林水産省 | 水産研究・教育機構                                   | 国   | 196億6700万円                           | https://www.fra.affrc.go.jp/         |
| 農林水産省 | 農畜産業振興機構                                     | -    | 1068億3900万円                          | https://www.alic.go.jp//             |
| 農林水産省 | 農業者年金基金                                       | -    | 802億6900万円                           | https://www.nounen.go.jp/            |
| 農林水産省 | 農林漁業信用基金                                     | -    | 4億8100万円                             | http://www.jaffic.go.jp/             |
| 経済産業省 | 経済産業研究所                                       | -    | 19億3300万円                            | https://www.rieti.go.jp/             |
| 経済産業省 | 工業所有権情報・研修館                               | -    | 120億円                                 | https://www.inpit.go.jp/             |
| 経済産業省 | 産業技術総合研究所(AIST)                             | 国   | 994億9000万円                           | https://www.aist.go.jp/index_ja.html |
| 経済産業省 | 製品評価技術基盤機構(NITE)                           | 行   | 80億500万円                             | https://www.nite.go.jp/              |
| 経済産業省 | 新エネルギー・産業技術総合開発機構(NEDO)             | 国   | 3084億6600万円                          | https://www.nedo.go.jp/              |
| 経済産業省 | 日本貿易振興機構(JETRO)                              | -    | 307億8200万円                           | https://www.jetro.go.jp/             |
| 経済産業省 | 情報処理推進機構                                     | -    | 1130億7100万円                          | https://www.ipa.go.jp/               |
| 経済産業省 | エネルギー・金属鉱物資源機構                         | -    | 3385億8300万円                          | http://www.jogmec.go.jp/             |
| 経済産業省 | 中小企業基盤整備機構                                 | -    | 187億3000万円                           | https://www.smrj.go.jp/              |
| 国土交通省 | 土木研究所(PWRI)                                     | 国   | 92億5500万円                            | https://www.pwri.go.jp/              |
| 国土交通省 | 建築研究所                                           | 国   | 20億9100万円                            | https://www.kenken.go.jp/            |
| 国土交通省 | 海上・港湾・航空技術研究所(MPAT)                     | 国   | 54億300万円                             | https://www.mpat.go.jp/              |
| 国土交通省 | 海技教育機構                                         | -    | 64億4800万円                            | http://www.mtea.ac.jp/               |
| 国土交通省 | 航空大学校                                           | -    | 25億1800万円                            | https://www.kouku-dai.ac.jp/         |
| 国土交通省 | 自動車技術総合機構                                   | -    | 40億700万円                             | https://www.naltec.go.jp/            |
| 国土交通省 | 鉄道建設・運輸施設整備支援機構                       | -    | 1028億3400万円                          | https://www.jrtt.go.jp/              |
| 国土交通省 | 国際観光振興機構                                     | -    | 130億円                                 | https://www.jnto.go.jp/jpn/          |
| 国土交通省 | 水資源機構                                           | -    | 373億2000万円                           | https://www.water.go.jp/             |
| 国土交通省 | 自動車事故対策機構                                   | -    | 142億3600万円                           | http://www.nasva.go.jp/              |
| 国土交通省 | 空港周辺整備機構                                     | -    | 1億2300万円                             | https://www.oeia.or.jp/              |
| 国土交通省 | 都市再生機構                                         | -    | 196億5600万円                           | https://www.ur-net.go.jp/            |
| 国土交通省 | 奄美群島振興開発基金                                 | -    | -                                       | https://www.amami.go.jp/             |
| 国土交通省 | 日本高速道路保有・債務返済機構                       | -    | 47億800万円                             | https://www.jehdra.go.jp/            |
| 国土交通省 | 住宅金融支援機構                                     | -    | 248億2400万円                           | http://www.jhf.go.jp/                |
| 環境省     | 国立環境研究所                                       | 国   | 179億6500万円                           | https://www.nies.go.jp/index-j.html  |
| 環境省     | 環境再生保全機構(ERCA)                               | -    | 184億4100万円                           | https://www.erca.go.jp/              |
| 防衛省     | 駐留軍等労働者労務管理機構                           | 行   | 37億9000万円                            | https://www.lmo.go.jp/               |
| 合計       |                                                      |      | 3兆5132億6000万円                       |                                      |

## かつて存在した独立行政法人
以下は統廃合を経て消滅した、かつて存在した独立行政法人の一覧である。(消滅日順）
- 独立行政法人消防研究所
  - 2006年4月1日、解散。消防研究所が所掌していた業務は、隣接地の消防庁消防大学校に新設された消防研究センターが承継。
  - 元々、消防庁の施設等機関だった消防研究所が独法化して発足したが、独立行政法人整理合理化の中で、旧科学技術庁系の独立行政法人防災科学技術研究所との統合、非公務員型への移行（非公務員化）が提示されたのを回避するための措置。
- 独立行政法人国立オリンピック記念青少年総合センター
  - 2006年4月1日、独立行政法人国立青年の家、独立行政法人国立少年自然の家と統合して、独立行政法人国立青少年教育振興機構が発足。同機構の施設として、国立オリンピック記念青少年総合センターを設置。
- 独立行政法人国立青年の家
  - 2006年4月1日、独立行政法人国立オリンピック記念青少年総合センター、独立行政法人国立少年自然の家と統合して、独立行政法人国立青少年教育振興機構が発足。同機構の施設として、国立青少年交流の家を設置。
- 独立行政法人国立少年自然の家
  - 2006年4月1日、独立行政法人国立オリンピック記念青少年総合センター、独立行政法人国立青年の家と統合して、独立行政法人国立青少年教育振興機構が発足。同機構の施設として、国立青少年自然の家を設置。
- 独立行政法人産業安全研究所
  - 2006年4月1日、独立行政法人産業医学総合研究所と統合して、独立行政法人労働安全衛生総合研究所が発足。
- 独立行政法人産業医学総合研究所
  - 2006年4月1日、独立行政法人産業安全研究所と統合して、独立行政法人労働安全衛生総合研究所が発足。
- 独立行政法人農業・生物系特定産業技術研究機構
  - 2006年4月1日、独立行政法人農業工学研究所、独立行政法人食品総合研究所と統合するとともに、独立行政法人農業者大学校の業務を承継し、独立行政法人農業・食品産業技術総合研究機構に移行。
- 独立行政法人農業工学研究所
  - 2006年4月1日、独立行政法人食品総合研究所とともに独立行政法人農業・生物系特定産業技術研究機構に統合し、独立行政法人農業・食品産業技術総合研究機構が発足。同機構内の組織として農村工学研究所を設置。
- 独立行政法人食品総合研究所
  - 2006年4月1日、独立行政法人農業工学研究所とともに独立行政法人農業・生物系特定産業技術研究機構に統合し、独立行政法人農業・食品産業技術総合研究機構が発足。同機構内の組織として食品総合研究所を設置。
- 独立行政法人農業者大学校
  - 2006年4月1日、解散。農業者大学校が所掌していた業務は、独立行政法人農業・食品産業技術総合研究機構が承継。同機構の組織として農業者大学校を設置。
- 独立行政法人さけ･ます資源管理センター
  - 2006年4月1日、独立行政法人水産総合研究センターに統合し、同センター内の組織として「さけますセンター」を設置。
- 独立行政法人北海道開発土木研究所
  - 2006年4月1日、独立行政法人土木研究所に統合。新独立行政法人土木研究所において、旧建設省系の旧独立行政法人土木研究所は「つくば中央研究所」を構成し、旧北海道開発庁系の旧独立行政法人北海道開発土木研究所は「寒地土木研究所」を構成して、2研究所体制に移行。
- 独立行政法人海員学校
  - 2006年4月1日、独立行政法人海技大学校と統合して、独立行政法人海技教育機構が発足。
- 独立行政法人海技大学校
  - 2006年4月1日、独立行政法人海員学校と統合して、独立行政法人海技教育機構が発足。
- 独立行政法人林木育種センター
  - 2007年4月1日、独立行政法人森林総合研究所に統合し、同研究所内の組織として「林木育種センター」を設置。
- 独立行政法人農林水産消費技術センター
  - 2007年4月1日、独立行政法人肥飼料検査所、独立行政法人農薬検査所と統合し、独立行政法人農林水産消費安全技術センターに移行。
- 独立行政法人肥飼料検査所
  - 2007年4月1日、独立行政法人農薬検査所とともに独立行政法人農林水産消費技術センターに統合し、独立行政法人農林水産消費安全技術センターが発足。
- 独立行政法人農薬検査所
  - 2007年4月1日、独立行政法人肥飼料検査所とともに独立行政法人農林水産消費技術センターに統合し、独立行政法人農林水産消費安全技術センターが発足。
- 独立行政法人国立博物館
  - 2007年4月1日、独立行政法人文化財研究所と統合して、独立行政法人国立文化財機構が発足。
- 独立行政法人文化財研究所
  - 2007年4月1日、独立行政法人国立博物館と統合して、独立行政法人国立文化財機構が発足。
- 独立行政法人緑資源機構
  - 2008年4月1日、解散。緑資源機構が所掌していた業務のうち、水源林造成事業、特定中山間保全整備事業及び農用地総合整備事業は、独立行政法人森林総合研究所が承継し、これらの業務を担当するための同研究所の組織として森林農地整備センター（現・森林整備センター）を設置。緑資源機構が所掌していた業務のうち海外農業開発業務は、独立行政法人国際農林水産業研究センターが承継。
- 独立行政法人通関情報処理センター
  - 2008年10月1日、解散。業務は新設された輸出入・港湾関連情報処理センター株式会社（特殊会社）に承継。
- 独立行政法人メディア教育開発センター
  - 2009年4月1日、解散。一部の業務は放送大学学園が承継。
- 独立行政法人国立国語研究所
  - 2009年10月1日、独立行政法人としての組織は解散。同日、大学共同利用機関法人人間文化研究機構が設置する大学共同利用機関に移行。
- 独立行政法人雇用・能力開発機構
  - 2011年10月1日、解散。主要な施設・業務は独立行政法人高齢・障害・求職者雇用支援機構に移管され、一部の業務は独立行政法人勤労者退職金共済機構および都道府県労働局に移管。
- 独立行政法人沖縄科学技術研究基盤整備機構
  - 2011年11月1日、解散。沖縄科学技術大学院大学の設置のための整備を目的とした。沖縄科学技術大学院大学学園の設置により学園が権利及び義務を承継した。
- 独立行政法人原子力安全基盤機構
  - 2014年3月1日、解散。原子力規制庁と統合して、原子力規制委員会となる。
- 独立行政法人日本万国博覧会記念機構
  - 2014年4月1日、解散。公園事業は大阪府[3]に、基金事業は公益財団法人関西・大阪21世紀協会[3]に継続した。
- 独立行政法人国立健康・栄養研究所
  - 2015年4月1日、独立行政法人医薬基盤研究所と統合して、独立行政法人医薬基盤・健康・栄養研究所となり、同研究所の組織としての国立健康・栄養研究所となる。
- 独立行政法人医薬基盤研究所
  - 2015年4月1日、独立行政法人国立健康・栄養研究所と統合して、独立行政法人医薬基盤・健康・栄養研究所となり、同研究所の組織としての医療基盤研究所となる。
- 独立行政法人放射線医学総合研究所
  - 2016年4月1日、独立行政法人日本原子力研究開発機構の一部部門と統合して独立行政法人量子科学技術研究開発機構となり、同機構の組織として放射線医学総合研究所を設置。
- 独立行政法人大学評価・学位授与機構
  - 2016年4月1日、独立行政法人国立大学財務・経営センターと統合して、独立行政法人大学改革支援・学位授与機構が発足。
- 独立行政法人国立大学財務・経営センター
  - 2016年4月1日、独立行政法人大学評価・学位授与機構と統合して、独立行政法人大学改革支援・学位授与機構が発足。
- 独立行政法人労働者健康福祉機構
  - 2016年4月1日、独立行政法人労働安全衛生総合研究所と統合して、独立行政法人労働者健康安全機構が発足。
- 独立行政法人労働安全衛生総合研究所
  - 2016年4月1日、独立行政法人労働者健康福祉機構と統合して、独立行政法人労働者健康安全機構が発足。
- 独立行政法人種苗管理センター
  - 2016年4月1日、独立行政法人農業生物資源研究所、独立行政法人農業環境技術研究所とともに独立行政法人農業・食品産業技術総合研究機構に統合され、同機構の組織として種苗管理センターを設置。
- 独立行政法人農業生物資源研究所
  - 2016年4月1日、独立行政法人種苗管理センター、独立行政法人農業環境技術研究所とともに独立行政法人農業・食品産業技術総合研究機構に統合された。
- 独立行政法人農業環境技術研究所
  - 2016年4月1日、独立行政法人種苗管理センター、独立行政法人農業環境技術研究所とともに独立行政法人農業・食品産業技術総合研究機構に統合された。
- 独立行政法人水産大学校
  - 2016年4月1日、独立行政法人水産総合研究センターと統合して、独立行政法人水産研究・教育機構となり、同機構の組織として水産大学校を設置。
- 独立行政法人水産総合研究センター
  - 2016年4月1日、独立行政法人水産大学校と統合して、独立行政法人水産研究・教育機構となる。
- 独立行政法人海上技術安全研究所
  - 2016年4月1日、独立行政法人港湾空港技術研究所、独立行政法人電子航法研究所と統合して、独立行政法人海上・港湾・航空技術研究所となり、同研究所の組織として海上技術安全研究所を設置。
- 独立行政法人港湾空港技術研究所
  - 2016年4月1日、独立行政法人海上技術安全研究所、独立行政法人電子航法研究所と統合して、独立行政法人海上・港湾・航空技術研究所となり、同研究所の組織として港湾空港技術研究所を設置。
- 独立行政法人電子航法研究所
  - 2016年4月1日、独立行政法人海上技術安全研究所、独立行政法人港湾空港技術研究所と統合して、独立行政法人海上・港湾・航空技術研究所となり、同研究所の組織として電子航法研究所を設置。
- 独立行政法人航海訓練所
  - 2016年4月1日、独立行政法人海技教育機構に統合され、同機構の航海訓練部となる。
- 自動車検査独立行政法人
  - 2016年4月1日、独立行政法人交通安全環境研究所と統合して、独立行政法人自動車技術総合機構が発足。
- 独立行政法人交通安全環境研究所
  - 2016年4月1日、自動車検査独立行政法人と統合して、独立行政法人自動車技術総合機構が発足。
- 独立行政法人日本貿易保険
  - 2017年4月1日、解散。業務は新設された日本貿易保険株式会社（特殊会社）に承継。
- 国立研究開発法人国立国際医療研究センター
  - 2025年4月1日、解散。業務は新設された国立健康危機管理研究機構（特殊法人）に承継。

## その他
独立行政法人通則法（平成11年法律第103号）の規定の一部が準用され、独立行政法人に準じた運営がされている法人としては次のものがある。
- 国立大学法人
- 大学共同利用機関法人
- 日本司法支援センター（法テラス）
- 日本私立学校振興・共済事業団 - 事業団の行う助成事務についてのみ準用がある。